# Juan Carlos Henao
Juan Carlos Henao Valencia (Medellín, 30 dicembre 1971) è un ex calciatore colombiano.
Per anni è stato il portiere dell'Once Caldas, squadra con cui ha chiuso l'attività calcistica nel novembre 2016.

## Palmarès

### Club

#### Competizioni nazionali
- Campionato colombiano: 1

Once Caldas: 2003

#### Competizioni internazionali
- Coppa Libertadores: 1

Once Caldas: 2004

### Individuale
- Equipo Ideal de América: 1

2004